# Black Diamond (Angie Stone)
Black Diamond è il primo album in studio della cantautrice statunitense Angie Stone, pubblicato il 27 settembre 1999 dall'etichetta discografica Arista Records.

## Tracce
1. Freedom (Intro) – 0:42 (Angie Stone)
2. No More Rain (In This Cloud) – 4:42 (Stone, Bert Williams, Gordon Chambers, Jim Weatherly)
3. Green Grass Vapors – 4:14 (Aaron Lyles, Stephanie Bolton)
4. Everyday – 3:28 (Stone, Michael Eugene Archer)
5. Coulda Been You – 4:25 (Stone, Sekou Aiken, Rex Rideout, Phil Temple)
6. Visions – 3:31 (Virgil Davis Jr., Tim Middleton, Jon Lind, Maurice White)
7. Life Story – 4:07 (Gerry DeVeaux, Craig Ross)
8. Just a Pimp – 4:12 (Lyles, Bolton)
9. Trouble Man – 2:33 (Marvin Gaye)
10. Bone 2 Pic (Wit U) – 5:19 (Ali Shaheed Muhammad, Stone, Chalmers Alford)
11. Man Loves His Money – 4:11 (Lyles, Bolton)
12. Love Junkie – 4:18 (Stone)
13. Black Diamonds & Blue Pearls (Interlude) – 1:35 (Stone)
14. Heaven Help – 3:19 (DeVeaux, Terry Britten)
15. Life Story (Jazz Hop Mix) – 4:16 (Stone)

## Classifiche

### Classifiche settimanali
| Classifica (2000-02) | Posizione massima |
| -------------------- | ----------------- |
| Norvegia             | 38                |
| Paesi Bassi          | 28                |
| Regno Unito          | 62                |
| Stati Uniti          | 46                |

### Classifiche di fine anno
| Classifica (2000) | Posizione |
| ----------------- | --------- |
| Stati Uniti       | 158       |